# Richard Gómez
Richard Gómez (19 de agosto de 1972) é um ex-futebolista paraguaio que atuava como meia.

## Carreira
Richard Gómez integrou a Seleção Paraguaia de Futebol na Copa América de 1997.